# Space Technology Experiments
Der Space Technology Experiments-Satellit (auch STEX, USA-140 oder NROL-8) war ein US-amerikanischer Technologieerprobungssatellit des National Reconnaissance Office.

## Aufbau

### Experimente
STEX hatte insgesamt 29 Experimente an Bord, die für zukünftige Missionen Verbesserungen mit sich bringen sollten:
- Ein Hallantriebstriebwerk (Ionenantrieb) mit 40 mN Schubkraft.
- Eine Solid-State-Disk, die mit 51 Gbit Speicherplatz die bisher Größte im Weltraum war.
- NiMH-Akkus mit hoher Dichte, die länger haltbar und 35 % mehr Energie bei weniger Gewicht beibehalten.
- Stoßfreie Dispenserexperimente, die für zukünftige Satelliten niedrigere Schockpegel testen sollten, was Kosten und Gewicht spart.
- Zwei experimentelle Hochleistungs-Solarpanele, die 23 % mehr Strom als herkömmliche Solarzellen erbrachten.
- Leichte, hochpräzise Sternenverfolger, die wertvolle Daten für zukünftige Missionen im niedrigen Erdorbit und zur Abschwächung von Strahlungseffekten lieferten.
- Ein RAD 6000-Prozessor mit 20 MHz Taktung, der bisher schnellste im Weltraum, welcher problemlos funktionierte und keinen Neustart erforderte.

### Technische Daten
Das Raumfahrzeug bestand aus einem Hauptkörper, zwei Solarpanelen und war dreiachsig stabilisiert. Ein leichter Präzisions-Sternenverfolger wurde verwendet, um die Satellitenposition zu bestimmen. Die geplante Lebensdauer von STEX betrug zwei Jahre.

## ATEx

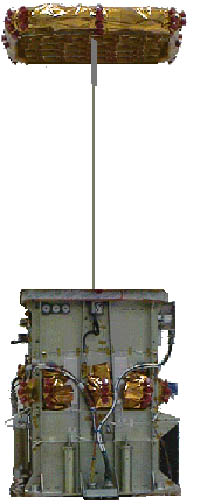
STEX und ATEx, in kleinerem Maßstab

Das ATEx-Experiment (Advanced Tether Experiment, auch als USA-141 bezeichnet) war ein Untersatellit. Er war mit einem Seil an STEX befestigt. Das vom Naval Center for Space Technology (NCST) gebaute Experiment diente dem Zweck, die Steuerung und Überlebensfähigkeit von zweiteiligen Satelliten für zukünftige Missionen zu testen.
ATEx bestand wiederum aus zwei Teilen: ATEx-LEB (Advanced Tether-Experiment - Lower End Body) und ATEx-UEB (Advanced Tether-Experiment - Upper End Body). Darüber hinaus sollte ATEx die Überlebensfähigkeit mehrerer Verbindungsstoffe untersuchen.
Der ATEx-UEB hatte eine Abmessung von 0,62 × 0,52 × 0,07 m und ein Gewicht von 11,8 kg, ATEx-LEB eine von 0,53 × 0,43 × 0,60 m. Er wog 27,6 kg. Der Verbindungsgurt wog weitere 13,4 kg. Bei vollständiger Ausfaltung sollten STEX und ATEx mehr als 6 km voneinander entfernt sein.

## Missionsverlauf
STEX wurde am 3. Oktober 1998, gemeinsam mit ATEx, auf einer Taurus-Trägerrakete (heute Minotaur-C) von der Vandenberg Air Force Base in einen niedrigen Erdorbit gestartet. Am 16. Januar 1999 wurde versucht ATEx von STEX zu lösen, was jedoch nur zum Teil funktionierte. ATEx konnte sich nur 22 m von STEX entfernen. Ein automatisches Schutzsystem stoppte den Entfernungsvorgang, da der Haltegurt von seinem erwarteten Absprungswinkel abwich. Keines der gewünschten Ziele wurde erreicht, STEX sammelte jedoch weiterhin wertvolle Daten für die zukünftige Raumfahrt.
Die STEX-Sonde wurde Anfang Juni 1999 aufgrund niedrigerer Leistung der Solarzellen abgeschaltet.